# Бущенко Аркадій Петрович
Аркадій Петрович Бущенко (нар. 30 січня 1966, Харків) — український юрист, адвокат, суддя Касаційного кримінального суду у складі Верховного Суду з 10 листопада 2017 року.

## Освіта
У 1985 році закінчив Харківське музичне училище ім. Лятошинського по класу фортепіано.
У 1991 році закінчив Національну юридичну академію імені Ярослава Мудрого.
У 2002 році проходив практичний тренінг з міжнародного судових процесів у правах людини, з наголосом на недискримінації та правах меншин і Європейській конвенції з прав людини (Нідерландський Гельсінський комітет та INTERIGHTS)
У 2003 та 2004 році проходив навчання на Регіональній програмі з прав людини (Інститут з прав людини та гуманітарного права Рауля Валленберга та Університет Лунду)
У 2007 році був учасником Лідерської програми для міжнародних відвідувачів «Система кримінальної юстиції США» (Державний департамент США)

## Професійна діяльність
У 1995 році розпочав адвокатську діяльність, головним чином в сфері кримінальної юстиції. Найбільш відомий своїми досягненнями у представництві інтересів клієнтів у Європейському суді з прав людини Європейському суді з прав людини, на його рахунку більш ніж 60 успішно завершених справ, які справили вплив на правову систему країни. У справі Afanasyev v. Ukraine ЄСПЛ вперше визнав погане поводження із затриманим у поліції в Україні. Справи про масове побиття засуджених
З 2003 по 2012 рік працював у Харківській правозахисній групі, автор посібників. У 2008 та 2010 роках обирався на посаду голови правління Української Гельсінської спілки з прав людини. Тричі (у 2007, 2019 та 2022 роках) безуспішно претендував на посаду судді Європейського суду з прав людини від України.
10 листопада 2017 року указом Президента України призначений суддею Верховного суду.

## Cправи у ЄСПЛ

### Нелюдське поводження в міліції
Afanasiev v. Ukraine, no. 38722/02, 5 квітня 2005 року
Oleksiy Mykhaylovych Zakharkin v. Ukraine, no. 1727/04, 24 червня 2010 року
Bocharov v. Ukraine, no. 21037/05, 17 березня 2011 року
Yatsenko v. Ukraine, no. 75345/01, 16 лютого 2012 року
Kulik v. Ukraine, no. 10397/10, 19 березня 2015 року
Kirpichenko v. Ukraine, no. 38833/03, 2 квітня 2015 року
Rafalskyy v. Ukraine, no. 4173/13, 27 May 2021

### Невиправдане застосування сили
Kucheruk v. Ukraine, no. 2570/04, 6 вересня 2007 року
Lotarev v. Ukraine, no. 29447/04, 8 квітня 2010 року
Sergey Savenko v. Ukraine, no. 59731/09, 24 жовтня 2013 року
Davydov and Others v. Ukraine, nos. 17674/02 and 39081/02, 1 липня 2010 року
Karabet and Others v. Ukraine, nos. 38906/07 and 52025/07, 17 січня 2013 року
Shmorgunov and Others v. Ukraine, nos. 15367/14 and 13 others, 21 January 2021
Kadura and Smaliy v. Ukraine, nos. 42753/14 and 43860/14, 21 January 2021

### Неефективне розслідування злочинів
Muravskaya v. Ukraine, no. 249/03, 13 December 2008
Chernaya v. Ukraine, no. 1661/08, 15 December 2016 року

### Погані умови утримання, неналежна медична допомога
Kats and Others v. Ukraine, no. 29971/04, 18 December 2008
Lutsenko v. Ukraine (No. 2), no. 29334/11, 11 June 2015
Kushch v. Ukraine, no. 53865/11, 3 December 2015
Tkachev v. Ukraine, no. 11773/08, 19 квітня 2018 року

### Довічне ув'язнення
Petukhov v. Ukraine (no. 2), no. 41216/13, 12 березня 2019 року

### Загроза нелюдського поводження та відвертої відмови у правосудді при екстрадиції
Soldatenko v. Ukraine, no. 2440/07, 23 жовтня 2008 року, статті 3, 5 та 13 Конвенції: загроза екстрадиції в Туркменістан, встановлена de facto загальноєвропейська заборона на екстрадицію в Туркменістан, яка діє до цього часу.
Kaboulov v. Ukraine, no. 41015/04, 19 листопада 2009 року, стаття 3, стаття 5 §§ 1, 1(f), 2, 3, 4, 5, статті 13 та 34 Конвенції: загроза екстрадиції в Казахстан, відсутність процедури тримання під вартою
Baysakov and Others v. Ukraine, no. 54131/08, 18 лютого 2010 року, статті 3 та 13 Конвенції: загроза екстрадиції в Казахстан
Dzhaksybergenov v. Ukraine, no. 12343/10, 10 лютого 2011 року, стаття 2 Протоколу № 4 до Конвенції: : загроза екстрадиції в Казахстан

### Право на свободу
Novik v. Ukraine, no. 48068/06, 18 грудня 2008 року, стаття 5 §§ 1, 4, 5 Конвенції: тримання під вартою з метою екстрадиції
Doronin v. Ukraine, no. 16505/02, 19 лютого 2009 року, статті 5 §§ 1, 3 Конвенції: тривале тримання під вартою, використання адміністративного арешту для кримінального переслідування
Roman Miroshnichenko v. Ukraine, no. 34211/04, 19 лютого 2009 року, стаття 5 § 3  Конвенції: тривале тримання під вартою
Dubovik v. Ukraine, nos. 33210/07 and 41866/08, 15 жовтня 2009 року, стаття 5 §§ 1, 4, 5 Конвенції: тримання під вартою з метою екстрадиції
Kreydich v. Ukraine, no. 48495/07, 10 грудня 2009 року, стаття 5 §§ 1, 4, 5 Конвенції: тримання під вартою з метою екстрадиції
Kamyshev v. Ukraine, no. 3990/06, 20 травня 2010 року, стаття 5 §§ 1, 4, 5 Конвенції: тримання під вартою з метою екстрадиції
Lutsenko v. Ukraine, no. 6492/11, 3 липня 2012 року, стаття 5 §§ 1, 2, 3, 4, стаття 18 Конвенції: безпідставне затримання, безстрокове тримання під вартою, відсутність повідомлення про підстави затримання, невідповідність слухання щодо питання про тримання під вартою, невідповідність процедури оскарження тримання під вартою, застосування тримання під вартою з недозволеною метою
Makarenko v. Ukraine, no. 622/11, 30 січня 2018 року, стаття 5 §§ 1, 3 Конвенції: безпідставне затримання без дозволу суду, незареєстроване затримання, тривале тримання під вартою
Zakordonets v. Ukraine, no. 53425/11, 8 лютого 2018 року, стаття 5 § 3: невиправдано довге тримання під вартою
Sinkova v. Ukraine, no. 39496/11, 27 лютого 2018 року, стаття 5 §§ 1, 3, 5: тримання під вартою без рішення суду, невиправдане тримання під вартою, неможливість отримати компенсацію

### Право на справедливий суд
Lutsenko v. Ukraine, no. 30663/04, 18 грудня 2008 року, стаття 6 § 1  Конвенції: порушення права на перехресний допит
Shabelnik v. Ukraine, no. 16404/03, 19 лютого 2009 року, стаття 6 § 1, 6 § 3 Конвенції: використання показань, отриманих в порушення права на захист
Kornev and Karpenko v. Ukraine, no. 17444/04, 21 жовтня 2010 року, стаття 5§ 3, стаття 6 §§ 1, 3(b), 3(d) Конвенції: тривале тримання під вартою, неможливість допитати анонімного свідка обвинувачення; тотальне порушення права на справедливий розгляд справи про адміністративне правопорушення
Nechiporuk and Yonkalo v. Ukraine, no. 42310/04, 21 квітня 2011 року, стаття 3, стаття 5 §§ 1, 2, 3, 4, 5 , стаття 6 §§ 1, 3(c) Конвенції: катування з метою отримати зізнання, безпідставне затримання, незареєстроване затримання, відсутність повідомлення про підстави затримання, невиправдане тримання під вартою, відсутність відповідної процедури перегляду тримання під вартою, використання показань, отриманих внаслідок катувань та порушення права на захист
Balitskiy v. Ukraine, no. 12793/03, 3 листопада 2011 року, стаття 6 §§ 1, 3 Конвенції: використання показань, отриманих за відсутності захисника, маніпуляція з адміністративним арештом та кваліфікацією злочину для уникнення обов'язкового призначення захисника
Grinenko v. Ukraine, no. 33627/06, 15 листопада 2012 року, стаття 3, стаття 5 § 1, стаття 6 §§ 1, 3 Конвенції: відсутність ефективного розслідування скарг на катування, незареєстроване затримання, безпідставне затримання, використання на доведення винуватості показань, отриманих за відсутності захисника
Tarasov v. Ukraine, no. 17416/03, 31 жовтня 2013 року, стаття 3, стаття 6 §§ 1, 3(b), 3(c), 3(d) Конвенції: катування, відсутність ефективного розслідування, використання для доведення винуватості показань, отриманих внаслідок катувань, недостатність часу та можливостей для підготовки захисту, порушення права на захисника та неможливість ефективно брати участь у розгляді через поганий стан здоров'я, використання позасудових показань свідків
Yaremenko v. Ukraine (no. 2), no. 66338/09, 30 квітня 2015 року, стаття 6 §§ 1, 3 Конвенції: використання Верховним Судом України доказів, отриманих внаслідок нелюдського поводження
Krivoshey v. Ukraine, no. 7433/05, 23 червня 2016 року, стаття 6 §§ 1, 3(c) Конвенції: використання зізнань, отриманих за відсутності захисника
Shabelnik v. Ukraine (no. 2), no. 15685/11, 1 червня 2017 року, стаття 6 §§ 1, 3 Конвенції: використання Вищим спеціалізованим судом України доказів, отриманих внаслідок порушення права на захист
Suslov and Batikyan v. Ukraine, nos. 56540/14 and 57252/14, 6 жовтня 2022 року, стаття 6 §§ 1, 3(b), (c), (d): невиправдане проведення закритого судового засідання, неадекватні умови для підготовки захисту, неможливість допитати свідків обвинувачення

### Приватне життя
Koval and Others v. Ukraine, no. 22429/05, 15 листопада 2012 року, стаття 3, стаття 5 § 1, стаття 8 Конвенції, стаття 1 Першого протоколу: невиправдане застосування сили; нелюдське поводження в міліції, відсутність ефективного розслідування, порушення права на мирне володіння
Belousov v. Ukraine, no. 4494/07, 7 листопада 2013 року, стаття 3, стаття 5 §§ 1 та 3, стаття 8 Конвенції: нелюдське поводження в міліції, безпідставне затримання, незаконний обшук
Kotiy v. Ukraine, no. 28718/09, 5 березня 2015 року, Порушення стаття 5 §§ 1 та 5, стаття 8 Конвенції: безпідставне затримання та неможливість отримати компенсацію, порушення права на сімейне життя через підписку про невиїзд
Volosyuk v. Ukraine, no. 1291/03, 12 березня 2009 року, стаття 5 §§ 3 та 4, стаття 6 § 1 та стаття 8 Конвенції: тривале тримання під вартою, неможливість оскаржити тримання під вартою, тривалий кримінальній процес, перегляд листування ув'язненого
Naydyon v. Ukraine, no. 16474/03, 14 жовтня 2010 року, стаття 34 Конвенції: втручання у спілкування з ЄСПЛ
Fyodorov and Fyodorova v. Ukraine, no. 39229/03, 7 липня 2011 року, стаття 3, стаття 6 § 1, стаття 8 Конвенції: невиправдане застосування сили та відсутність ефективного розслідування, незаконних психіатричний огляд заявника, розгляд справи за відсутності заявника
Ovcharenko and Kolos v. Ukraine, nos. 27276/15 and 33692/15, 12 січня 2021 року, стаття 6 § 1, стаття 8 Конвенції: звільнення суддів Конституційного Суду України в 2014 році за участь у винесенні спірного рішення без чіткого тлумачення інкримінованого «порушення присяги» та обсягу їхнього функціонального імунітету, невиправдане використання національною владою дискреційних повноважень, що підриває правову певність, неадекватний судовий перегляд без детальної відповіді на ключові питання
Stanislav Lutsenko v. Ukraine (no. 2), no. 483/10, 15 вересня 2022 року, стаття 8 Конвенції, погіршення режиму відбування покарання та переміщення у віддалену від дому колонію після рішення ЄСПЛ на користь заявника (див. Lutsenko v. Ukraine, no. 30663/04, 18 грудня 2008 року).

### Свобода висловлювань
Shapovalov v. Ukraine, no. 45835/05, 31 липня 2012 року, статті 6 § 1 та 10 Конвенції: ненадання журналісту інформації та заборона спостерігати за засіданням виборчої комісії, неможливість судового розгляду по суті скарги заявника
Agentstvo Televideniya Novosti, OOO v. Ukraine, no. 34155/08, 31 січня 2020, стаття 10 Конвенції: притягнення газети до відповідальності за дифамацію
Yuriy Chumak v. Ukraine, no. 23897/10, 18 March 2021, стаття 10 Конвенції: відмова надати заявнику інформацію адміністрацією Президента

### Право на мирні зібрання
Chernega and Others v. Ukraine, no. 74768/10, 18 червня 2019 року, статті 3, 6 § 1, 11 Конвенції: невиправдане застосування сили недержавними структурами, відсутність ефективного розслідування скарг, розгляд справи за відсутності зацікавленої особи, перешкоджання мирним зборам шляхом затримання та покарання учасників

### Право на мирне володіння майном
Zelenchuk and Tsytsyura v. Ukraine, nos. 846/16, 1075/16, 22 травня 2018 року, стаття 1 Першого протоколу до Конвенції: невиправдане продовження мораторію на продаж землі
Svit Rozvag, TOV and Others v. Ukraine, nos. 13290/11 and 2 others, 27 червня 2019 року, стаття 1 Першого протоколу до Конвенції: спосіб, яким заявники були позбавлені ліцензії на ведення ігорного бізнесу без перехідного періоду і будь-якої компенсації